# Liste der denkmalgeschützten Objekte in Stanz im Mürztal
Die Liste der denkmalgeschützten Objekte in Stanz im Mürztal enthält die 8 denkmalgeschützten, unbeweglichen Objekte der österreichischen Gemeinde Stanz im Mürztal im steirischen Bezirk Bruck-Mürzzuschlag.

## Denkmäler
| Foto |                 | Denkmal                                                                      | Standort                                    | Beschreibung | Metadaten |
| ---- | --------------- | ---------------------------------------------------------------------------- | ------------------------------------------- | --- | --- |
| ja   | Datei hochladen | Bauernhof vulgo „Gawinner“ HERIS-ID: 13688 Objekt-ID: 9896                   | Brandstatt 29 Standort KG: Brandstattgraben | | BDA-Hist.: Q38183994 Status: Bescheid Stand der BDA-Liste: 2025-06-30 Name: Bauernhof vulgo „Gawinner“ GstNr.: .1/1                                                 |
| ja   | Datei hochladen | Pfarrhof HERIS-ID: 13681 Objekt-ID: 9889                                     | Stanz im Mürztal 1 Standort KG: Stanz       | | BDA-Hist.: Q38183794 Status: § 2a Stand der BDA-Liste: 2025-06-30 Name: Pfarrhof GstNr.: .2                                                                         |
| ja   | Datei hochladen | Bibliothek, Mesnerhaus, Nebengebäude HERIS-ID: 13682 Objekt-ID: 9890         | Stanz im Mürztal 2 Standort KG: Stanz       | | BDA-Hist.: Q38183870 Status: § 2a Stand der BDA-Liste: 2025-06-30 Name: Bibliothek, Mesnerhaus, Nebengebäude GstNr.: .10                                            |
| ja   | Datei hochladen | Kath. Pfarrkirche hl. Katharina HERIS-ID: 13678 Objekt-ID: 9886              | Standort KG: Stanz                          | Die Kirche wurde 1741 erbaut und ersetzte einen zwischen 1232 und 1359 errichteten gotischen Vorgängerbau. | BDA-Hist.: Q38183657 Status: § 2a Stand der BDA-Liste: 2025-06-30 Name: Kath. Pfarrkirche hl. Katharina GstNr.: .1 Pfarrkirche hl. Katharina, Stanz im Mürztal      |
| ja   | Datei hochladen | Kirchhof/Friedhof ehemaliger, Friedhofsmauer HERIS-ID: 13679 Objekt-ID: 9887 | Standort KG: Stanz                          | | BDA-Hist.: Q38183685 Status: § 2a Stand der BDA-Liste: 2025-06-30 Name: Kirchhof/Friedhof ehemaliger, Friedhofsmauer GstNr.: .1 Kirchhof Stanz im Mürztal           |
| ja   | Datei hochladen | Stiegenanlage HERIS-ID: 13680 Objekt-ID: 9888                                | Standort KG: Stanz                          | | BDA-Hist.: Q38183735 Status: § 2a Stand der BDA-Liste: 2025-06-30 Name: Stiegenanlage GstNr.: .1                                                                    |
| ja   | Datei hochladen | Kath. Filialkirche hl. Ulrich HERIS-ID: 13683 Objekt-ID: 9891                | Stanz im Mürztal Standort KG: Stanz         | Von 1446 bis 1456 – im Auftrag des Otto von Stubenberg – als Eigenkirche erbaut und den Heiligen Ulrich und Lienhart geweiht. Zweischiffige spätgotische Hallenkirche mit zweijochigen Chor mit 5/8 Schluss und umlaufenden Gesims. Das Langhaus ist vierjochig und mit einem breiteren netzrippengewölbten Mittelschiff sowie einem kleineren Südschiff versehen. Arkadennischen im Norden deuten ein weiteres Seitenschiff an. Die Unregelmäßigkeit des Grundrisses und besonders der Westfassade lassen annehmen, dass die Kirche über einen Vorgängerbau errichtet, bzw. mehrmals erweitert wurde. Im Norden befinden sich massive Pfeiler die Gewölbe und Nordfassade abstützen. Der Giebel des Westportals ist markant nach Norden versetzt, auch das große Rundbogenfenster befindet sich nicht exakt über dem Eingangstor. Insgesamt konnten drei Bauphasen festgestellt werden: - Phase I: Quadratisches Langhaus, vermutlich der Rest eines damals bereits vorhandenen Kirchenbaues, - Phase II: Erweiterung durch ein Presbyterium nach Ost-Süd-Ost und dem Glockenturm, - Phase III: Anbau des südlichen Seitenschiffes mit einem Leonhartaltar um 1521. Der Hochaltar wurde im 17. Jahrhundert im Knorpelwerkstil errichtet, die Predigerkanzel datiert ins frühe 18. Jahrhundert (1716) und wurde 1779 aus Kapfenberg angekauft. Die hölzerne Musikempore ist im Norden etwas ins Schiff vorgezogen. Der Balkon besteht aus gedrechselten Säulen, an der Unterseite befinden sich Intarsienverzierungen die um 1634 entstanden. Die Aufstellung der Orgel erfolgte 1754, 1887 wurde sie von Carl Billich umgebaut. Über der gotischen Sakristei befindet sich der quadratische Glockenturm. Er ist über eine Wendeltreppe zugänglich. Bei deren Errichtung musste ein Kreuzrippengewölbe durchschlagen werden. 1697 wurde der Turm um 2/3 erhöht. Die Fassade von Ostchor und Turm werden in ca. 9 m Höhe durch ein Gesimsband unterteilt. Der Turm ist zusätzlich mit Pilastern, Horizontalbändern, weißen Farbfeldern und einem Zwiebelhelm versehen bzw. abgedeckt. Die Glocke stammt aus dem Jahr 1746. Seit den 1990er Jahren fanden immer wieder durch freiwillige Spenden finanzierte Sanierungsmaßnahmen (Gewölbesicherung, Drainagierungen, Neuverputz, Verlegung Bodenpflaster etc.) statt. | BDA-Hist.: Q38183929 Status: § 2a Stand der BDA-Liste: 2025-06-30 Name: Kath. Filialkirche hl. Ulrich GstNr.: .121 Kath. Filialkirche hl. Ulrich (Stanz im Mürztal) |
| ja   | Datei hochladen | Flur-/Wegkapelle, Url-Kapelle HERIS-ID: 13685 Objekt-ID: 9893                | Standort KG: Stanz                          | Eine der ältesten Kapellen im Mürztal, 1453 erstmals urkundlich erwähnt, ist sie aber wahrscheinlich noch wesentlich früher erbaut worden. Sie befindet sich ca. 230 m nordöstlich der Ulrichskirche auf einem stark bewaldeten Hügel. Offiziell nie eingeweiht, diente sie bis in die späten 1950er Jahre vorwiegend einem örtlichen, bäuerlichen Leonhardikult. | BDA-Hist.: Q38183972 Status: § 2a Stand der BDA-Liste: 2025-06-30 Name: Flur-/Wegkapelle, Url-Kapelle GstNr.: .104                                                  |